# Ernzen (Luksemburg)
Ernzen, Ärenz, Ärenzen (lb. Iernzen) – wieś (Uertschaft) we wschodnim Luksemburgu, w kantonie Mersch, w gminie Larochette. Do 3 października 2015 miejscowość leżała w dystrykcie Luksemburg. Liczy 536 mieszkańców (31 grudnia 2023). 